# 常石呉ドック
常石呉ドック株式会社（つねいしくれドック）は日本の船舶修繕専業会社である。一般社団法人日本中小型造船工業会の会員である。

## 概要
2021年5月31日、中堅の造船メーカーであった株式会社神田造船所は資材価格の高騰、中国・韓国勢との船価競争の激化により、赤字が続いていた新造事業から2022年1月をもって撤退、新造事業に従事する従業員約200名を解雇し、修繕・検査事業に特化することを発表した。
2022年4月1日、常石造船株式会社に全株式を譲渡の上、神田造船所の修繕事業を継承する形で当社が設立された。
同日、旧神田造船所は株式会社クレサービスに商号変更。残務整理ののち2024年4月30日に会社解散。同年8月5日、東京地方裁判所より特別清算開始の決定を受けた。

## 神田造船所時代も含む沿革
- 1937年（昭和12年）- 旧海軍指定工場 神田造船鉄工所として操業開始。
- 1948年（昭和23年）- 株式会社神田造船所に改組。
- 1959年（昭和34年）- 修繕工場として若葉工場を開設。
- 1969年（昭和44年）- 本社、新造船部門を現在地に移転。第1船台（2,000 G/T）を新設。
- 1971年（昭和46年）- 川尻工場に第2船台（3,000 G/T）を新設。
- 1973年（昭和48年）- 25,000 G/T浮きドックを新設。
- 1974年（昭和49年）- 川尻工場 第2船台を20,000 G/Tに拡張。
- 1975年（昭和50年）- 川尻工場 第1船台を12,800 G/Tに拡張。
- 1979年（昭和54年）- 特定不況産業安定臨時措置法に基づき川尻工場 第1船台を4,400 G/Tに縮小。
- 1996年（平成8年）- 若葉工場の浮きドックを3,800 G/T、999 G/Tに更新、拡張。
- 2003年（平成15年）- 川尻工場 第2船台を21,000 G/Tに拡張。
- 2004年（平成16年）- 川尻工場 第1船台を8,000 G/Tに拡張、若葉工場 999 G/T浮きドックを3,000G/Tに更新。
- 2017年（平成29年）5月 - 若葉工場のNo.1浮きドック3,800 G/Tを廃止し、4000 G/T浮きドックを新設。
- 2021年（令和3年）11月 - 常石造船との間で資本提携について合意。2022年4月1日を目標とする新会社の設立と、新会社の全株式の常石造船への譲渡を発表[4]。
- 2022年（令和4年）
  - 1月 - 新造船事業から撤退[1][2]。
  - 4月 - 神田ドック株式会社を設立。株式会社神田造船所は株式会社クレサービスに商号変更。
- 2025年（令和7年）6月 - 常石呉ドック株式会社に商号変更[5]。

## 事業所及び建造設備
- 川尻（本社）工場 : 広島県呉市川尻町東2丁目14-21
  - 修繕用浮きドック : 25,000 G/T
- 若葉工場 : 広島県呉市若葉町1-16
  - No.1浮きドック（修繕用） : 4,000 G/T
  - No.2浮きドック（修繕用） : 3,000 G/T

両工場は、前身の神田造船所当時に、国土交通省による舶用内燃機関サービス・ステーション（SS）の証明を取得している。

## テレビ番組
- 日経スペシャル ガイアの夜明け 俺たちの技を継げ! ～団塊の匠が消える日～（2005年9月13日、テレビ東京）[7] - ぎょう鉄技術の後継者確保を取材。